# Mateusz Iliak
Mateusz Iliak herbu własnego – cześnik trembowelski w latach 1720–1726, sekretarz pieczęci większej koronnej w 1716 roku, miecznik bracławski w 1716 roku.
Wraz z żoną Cecylią z Razickich otrzymał w 1718 roku Klimiec w ziemi przemyskiej. W 1728 roku wraz z drugą żoną Katarzyną Konstancją Zawiszówną nabył wójtostwo w Rokitnie w ziemi lwowskiej.